# کالدرستون پروداکشنز
کالدرستون پروداکشنز (انگلیسی: Calderstone Productions) زیرمجموعه گروه موسیقی یونیورسال مستقر در لندن است که خروجی موسیقی ضبط شده بیتلز را که در اصل متعلق به ئی‌ام‌آی بود، مدیریت می کند. این آثار از سال ۱۹۶۲ تا ۱۹۶۸ بر روی شرکت پارلفون در بریتانیا و توسط کپیتال رکوردز در ایالات متحده منتشر شد. و سپس توسط خود بیتلز توسط زیر مجموعه ئی‌ام‌آی، اپل رکوردز از سال ۱۹۶۸ تا ۱۹۷۰ توزیع شد.